# Theocolax frater
Theocolax frater är en stekelart som först beskrevs av Girault 1913.  Theocolax frater ingår i släktet Theocolax och familjen puppglanssteklar. Inga underarter finns listade i Catalogue of Life.